# بنواتی
بنواتی (به عربی: بنواتی) یک منطقهٔ مسکونی در لبنان است که در شهرستان جزین واقع شده‌است. بنواتی ۱٫۶۸ کیلومتر مربع مساحت دارد ۸۳۰ متر بالاتر از سطح دریا واقع شده‌است.